# Campionati del mondo di atletica leggera indoor 2024 - Staffetta 4×400 metri maschile
La gara della staffetta 4×400 metri maschile dei campionati del mondo di atletica leggera indoor 2024 si è svolta il 3 marzo.

## Podio
| Pos.    | Atleti                                                                                            | Nazionalità | Tempo   |
| ------- | ------------------------------------------------------------------------------------------------- | ----------- | ------- |
| Oro     | Jonathan Sacoor Dylan Borlée Christian Iguacel Alexander Doom Tibo De Smet                        | Belgio      | 3'02"54 |
| Argento | Jacory Patterson Matthew Boling Noah Lyles Christopher Bailey Paul Dedewo Trevor Bassitt          | Stati Uniti | 3'02"60 |
| Bronzo  | Liemarvin Bonevacia Ramsey Angela Terrence Agard Tony van Diepen Taymir Burnet Isaya Klein Ikkink | Paesi Bassi | 3'04"25 |

## Situazione pre-gara

### Record
Prima di questa competizione, il record del mondo indoor e il record dei campionati erano i seguenti.
| Record                | Prestazione | Nazione                                                       | Data e luogo                         | Competizione                     |
| --------------------- | ----------- | ------------------------------------------------------------- | ------------------------------------ | -------------------------------- |
| Record mondiale       | 3'01"51     | Houston Cougars Lattin, Igbokwe, Holt, Montgomery Stati Uniti | 9 febbraio 2019 Clemson, Stati Uniti |                                  |
| Record dei campionati | 3'01"77     | Polonia Zalewski, Omelko, Krawczuk, Krzewina                  | 4 marzo 2018 Birmingham, Regno Unito | Campionati del mondo indoor 2018 |

### Campioni in carica
I campioni in carica a livello mondiale erano:
| Campione        | Atleta                                        | Prestazione | Data e luogo                      | Competizione                     |
| --------------- | --------------------------------------------- | ----------- | --------------------------------- | -------------------------------- |
| Olimpici        | Stati Uniti Cherry, Norman, Deadmon, Benjamin | 2'55"70(o)  | 7 agosto 2021 Tokyo, Giappone     | Giochi della XXXII Olimpiade     |
| Mondiale        | Stati Uniti Hall, Norwood, Benjamin, Robinson | 2'57"31(o)  | 27 agosto 2023 Budapest, Ungheria | Campionati del mondo 2023        |
| Mondiale indoor | Belgio Watrin, Doom, Sacoor, K. Borlée        | 3'06"52     | 20 marzo 2022 Belgrado, Serbia    | Campionati del mondo indoor 2022 |

### La stagione
Prima di questa gara, gli atleti con le migliori tre prestazioni dell'anno erano:
| Pos. | Atleta                                                          | Prestazione | Data e luogo                                  |
| ---- | --------------------------------------------------------------- | ----------- | --------------------------------------------- |
| 1    | Arizona State Robinson, Felix, Simpson, Davis Stati Uniti       | 3'02"73     | 10 febbraio 2024 Fayetteville, Stati Uniti    |
| 2    | Texas Tech Dean, Hicks, Bour, Uter Stati Uniti                  | 3'02"76     | 24 febbraio 2022 College Station, Stati Uniti |
| 3    | Florida Reheem Hayles, Schwartzman, McKiver, Powell Stati Uniti | 3'02"78     | 10 febbraio 2024 Fayetteville, Stati Uniti    |

## Risultati

### Batterie di qualificazione
Le batterie di qualificazione si sono tenute il 3 marzo a partire dalle ore 11:10.
Passano alla finale la prima squadra di ogni batteria (Q) e le successive tre squadre più veloci (q).

#### Batteria 1
| Pos | Corsia | Atleti                                                          | Nazionalità | Tempo   | Note             |
| --- | ------ | --------------------------------------------------------------- | ----------- | ------- | ---------------- |
| 1   | 6      | Paul Dedewo, Trevor Bassitt, Matthew Boling, Christopher Bailey | Stati Uniti | 3'05"56 | Q                |
| 2   | 5      | Jonathan Sacoor, Christian Iguacel, Tibo De Smet, Dylan Borlée  | Belgio      | 3'06"27 | Q                |
| 3   | 3      | Wiseman Mukhobe, Zablon Ekwam, Kelvin Tauta, Boniface Mweresa   | Kenya       | 3'06"96 | q                |
| 4   | 4      | Šimon Bujna, Patrik Dömötör, Miroslav Marček, Mário Hanic       | Slovacchia  | 3'09"21 | Record nazionale |

#### Batteria 2
| Pos | Corsia | Atleti                                                                       | Nazionalità | Tempo   | Note |
| --- | ------ | ---------------------------------------------------------------------------- | ----------- | ------- | ---- |
| 1   | 6      | Taymir Burnet, Isaya Klein Ikkink, Tony van Diepen, Ramsey Angela            | Paesi Bassi | 3'06"47 | Q    |
| 2   | 4      | Ericsson Tavares, Ricardo dos Santos, João Coelho, Omar Elkhatib             | Portogallo  | 3'06"57 | Q    |
| 3   | 3      | Patryk Grzegorzewicz, Maksymilian Swed, Daniel Sołtysiak, Mateusz Rzeźniczak | Polonia     | 3'06"74 | q    |
| 4   | 5      | Vít Müller, Michal Desenský, Patrik Šorm, Matěj Krsek                        | Rep. Ceca   | DNF     |      |

### Finale
La finale si è tenuta il 3 marzo alle ore 20:15.
| Pos     | Corsia | Atleti                                                                  | Nazionalità | Tempo   | Note                                     |
| ------- | ------ | ----------------------------------------------------------------------- | ----------- | ------- | ---------------------------------------- |
| Oro     | 5      | Jonathan Sacoor, Dylan Borlée, Christian Iguacel, Alexander Doom        | Belgio      | 3'02"54 | Miglior prestazione mondiale stagionale  |
| Argento | 6      | Jacory Patterson, Matthew Boling, Noah Lyles, Christopher Bailey        | Stati Uniti | 3'02"60 | Miglior prestazione personale stagionale |
| Bronzo  | 4      | Liemarvin Bonevacia, Ramsey Angela, Terrence Agard, Tony van Diepen     | Paesi Bassi | 3'04"25 | Record nazionale                         |
| 4       | 2      | Wiseman Mukhobe, Zablon Ekwam, Kelvin Tauta, Boniface Mweresa           | Kenya       | 3'06"71 | Record africano                          |
| 5       | 1      | Maksymilian Swed, Jan Wawrzkowicz, Daniel Sołtysiak, Mateusz Rzeźniczak | Polonia     | 3'08"00 |                                          |
| -       | 3      | Ericsson Tavares, João Coelho, Ricardo dos Santos, Omar Elkhatib        | Portogallo  | dq      | TR48.1                                   |